# Bailando Rock con Lucero Sónico
Bailando Rock con Lucero Sónico (también conocida como Judy Jetson And The Rockers) es una película animada para televisión de 1988 producida por Hanna Barbera como parte de su serie de películas originales denominadas Hanna Barbera Superstars 10

## Argumento
Todo comienza con un sueño de Lucero a plena clase en la escuela lo que ocasiona que el maestro electrónico le de una reprimenda ligera con un sombrero de burro lo que la deja en vergüenza delante de toda la clase. Para olvidar el bochornoso momento, ella y sus 2 amigas (Ionna y Starr) deciden acudir al Club Cráter por unas malteadas pero coinciden con otros 2 chicos que también son amigos (Nicky y Ram) de las 3 chicas quienes les recuerdan el incidente. Aun así Lucero no se da por vencida y decide tratar de entregar la letra de la canción que hizo en clase, así que también tratan de llegar a ver a Sky Rocker, el artista del cual son fans y a quien Lucero quiere entregar su canción.
En otro lugar del universo, la malvada Felonia Funk junto con sus secuaces tratan de conquistar el universo con la ayuda del sometimiento de una raza pacífica pero para que su plan de resultado necesita mandar un mensaje en clave a un comandante que trabaja para ella, así que la misma envía a sus secuaces al aeropuerto. En el mismo momento, Sky Rocker recibe la letra de parte de Lucero y sus 2 amigas pero el sale corriendo y en la premura choca con los secuaces de Felonia lo que hace que las letras cambien de dueño descubriendo el error que cometieron sus secuaces. Después del incidente, Felonia toma la decisión de capturar tanto a Sky como a Lucero a como diese lugar. Mientras tanto Ultra, su madre busca arreglarse para verse bien para Super, pero no contó con que Lucero y sus amigas habían usado la auto-peinadora y dejaron accidentalmente un peinado que Ultra también obtuvo llamado "la flama volante" hecho que causa que piensan que se le incendia el pelo, así Robotina la "apaga" y la misma Lucero pide disculpas por lo sucedido.
Ese día Lucero, Ionna y Starr asisten al concierto y la canción que Lucero le entregó resulta ser el mensaje de Felonia con música lo que hace que ella se avergüence y que no quiera seguir viendo el mismo por creer que le cambio la letra a propósito, pero aun así logra que su canción sea cantada por Sky y su fama llegue a más países y galaxias. Al mismo tiempo los secuaces de Felonia también son reprendidos por ello, por lo tanto Lucero se vuelve famosa tan famosa que preocupa a su padre y sale en busca de ella, así como también Cometin y Astro quienes se colaron como periodistas. A partir de aquí todo comienza para Lucero quien al ver la fama que tenía, improvisa con sus amigas un número musical con la canción de Sky Rocker resultando en un éxito rotundo al ver que si era una compositora exitosa. Desgraciadamente los secuaces de Felonia dan con Lucero y la persiguen pero son salvados por los Zoomies quienes son una raza extraterrestre pacífica que tenía a su cargo un cristal con un poder fuerte, de ahí las chicas entienden la situación y comprenden que el mundo esta en peligro por lo que tenían que actuar deprisa. Mientras tanto Super termina en la cárcel por un accidente provocado entre Ram, Nicky y los secuaces de Felonia y para rematar la situación difícil es despedido por su jefe por los sucesos pero Cometin lo saca de la cárcel para poder encontrar a Lucero cuanto antes, incluso siendo ayudados por Nicky y Ram.
Más adelante, Lucero y Sky (quien estaba sometido al rayo de la verdad de Felonia) son capturados al saber los planes de la misma en Zooma Zooma para obtener el material para su máquina del mal por lo que caen en una trampa pero con el ingenio de Lucero lograron salir indemnes incluso ganando un aliado con uno de los guardias gorilas que los ayuda a escapar y que resulta ser un espía encubierto de la justicia. De igual modo Super, Cometin, Nicky, Ram, Sky y compañía así como también Astro y los Zoomies se reúnen para aclarar todo y ante la situación Lucero y sus amigas deciden hacerle frente a Felonia uniéndose así todos junto con los ya mencionados aliados y su patriarca quienes en común coinciden que la mejor forma de combatirla sin armas es usando la música.
Ya con todo listo Felonia activa su máquina del mal pero de un modo u otro son enfrentados con la música interpretada por Lucero, Sky y sus amigos, pero resulta insuficiente al atacar a los Zoomies y ellos, para enfrentarlos deciden potenciar los parlantes con algún impulso extra de energía por lo que Cometin conecta el equipo de sonido al auto de Ram el cual genera la potencia necesaria para contrarrestar el efecto de la máquina del mal, de esta forma con música potenciada contrarrestan el plan de Felonia incluso rompiendo el cristal lo que termina en victoria para Lucero y compañía, por ende Felonia y sus secuaces terminan encarcelados y arrestados socavando el plan de la misma.
Con el plan de Felonia acabado y destruido todo termina en triunfo y éxito para Lucero y Compañía, y así regresan a la Tierra para festejar el haber derrotado a las fuerzas del mal que amenazaban a los Zoomies y al universo en general, pero después de ello Sky finalmente revela que su nombre verdadero es Billy Booster y que tiene planes para organizar con Lucero un dueto de manera sorpresiva además de un concierto a beneficio de los Zoomies, lo que también resulta en el regreso del empleo de su padre Super, y de la nueva aparición de Sky Rocker en la tierra ahora siendo el representante de Billy, lo que todo concluye en un éxito para Lucero y su Banda.

## Reparto
| Personaje                  | Actor original  | Actor de doblaje  |
| -------------------------- | --------------- | ----------------- |
| Lucero Sónico              | Janet Waldo     | Mónica Manjarrez  |
| Sky Rocker / Billy Booster | Rob Paulsen     | Gabriel Cobayassi |
| Cometín Sónico             | Daws Butler     | Alma Nuri         |
| Astro                      | Don Messick     | Maynardo Zavala   |
| Super Sónico               | George O'Hanlon | Paco Mauri        |
| Ultra Sónico               | Penny Singleton | Ángela Villanueva |
| Robotina                   | Jean Vander Pyl | Evelyn Solares    |
| Felonia Funk               | Ruth Buzzi      | Joanna Brito      |
| Gruff                      | Peter Cullen    | Víctor Guajardo   |
| Quasar                     | Michael Bell    | Armando Réndiz    |
| Comandante Comsat          | Peter Cullen    | Maynardo Zavala   |
| Zilchy                     | Pat Fraley      | Héctor Lee        |
| Sr. Júpiter                | Mel Blanc       | Maynardo Zavala   |
| Nicky                      | Eric Suter      | Yamil Atala       |
| Presentación e insertos    | N/A             | Maynardo Zavala   |

#### Voces adicionales
- Armando Réndiz
- Herman López
- Maynardo Zavala
- Belinda Martínez
- Carlos Íñigo
- Alma Nuri
- Patricia Acevedo
- Rocío Garcel
- Carlos Magaña

## Números Musicales
1. "Rock Around the Galaxy" - Judy, Sky Rocker, Sus amigos, Zoomies (Se usa también en el combate musical contra Felonia)
2. "Bienvenida en el Aeropuerto" - Judy, lonna, Starr
3. "El Salto de Jupiter" - Sky Rocker
4. "Gleep Glorp" - Sky Rocker, Judy, Ionna, Starr
5. "Shootin' Star" - Judy, lonna, Starr, Sky Rocker, Gruff
6. "Surfeando en el Espacio" - Judy, lonna, Starr, Zoomies
7. "Una Casa No Es Solo Un Hogar" (No relacionada con La Canción del mismo nombre de Burt Bacharach) - Judy

## Versiones Caseras
- La primera versión fue lanzada por Hanna Barbera Home Video en formato VHS el 18 de mayo de 1989.

- Tiempo después el 9 de agosto de 2011 Warner Archive Relanzó la película en DVD con formato NTSC Con codificación Multirregión,como parte de su colección Hanna–Barbera Classics Collection. En este caso es una manufactura sobre demanda (o MOD) disponible de manera exclusiva desde la tienda en línea de Warner así como en el sitio de Amazon.